# Florian Kath
Florian Kath (Balingen, 21 ottobre 1994) è un calciatore tedesco, centrocampista del Dotternhausen.

## Caratteristiche tecniche
È un esterno sinistro.

## Carriera
È cresciuto nelle giovanili del TSG Balingen.
Il 15 febbraio 2015 ha esordito in Bundesliga con la maglia del Friburgo in un match vinto 2-0 contro l'Hertha Berlino.

## Statistiche

### Presenze e reti nei club
Statistiche aggiornate al 23 giugno 2018.
| Stagione        | Squadra         | Campionato      | Campionato | Campionato | Coppe nazionali | Coppe nazionali | Coppe nazionali | Coppe continentali | Coppe continentali | Coppe continentali | Altre coppe | Altre coppe | Altre coppe | Totale | Totale | Totale |
| Stagione        | Squadra         | Comp            | Pres       | Reti       | Comp            | Pres            | Reti            | Comp               | Pres               | Reti               | Comp        | Pres        | Reti        | Pres   | Reti   |        |
| --------------- | --------------- | --------------- | ---------- | ---------- | --------------- | --------------- | --------------- | ------------------ | ------------------ | ------------------ | ----------- | ----------- | ----------- | ------ | ------ | ------ |
| 2014-2015       | Friburgo        | 1B              | 1          | 0          | CG              | 0               | 0               |                    | -                  | -                  |             | -           | -           | 0      | 0      |        |
| 2015-2016       | Friburgo        | 2B              | 4          | 0          | CG              | 0               | 0               |                    | -                  | -                  |             | -           | -           | 0      | 0      |        |
| 2016-2017       | Magdeburgo      | 3L              | 19         | 3          | CG              | 0               | 0               |                    | -                  | -                  |             | -           | -           | 0      | 0      |        |
| 2017-2018       | Friburgo        | 1B              | 24         | 1          | CG              | 2               | 0               |                    | -                  | -                  |             | -           | -           | 0      | 0      |        |
| Totale carriera | Totale carriera | Totale carriera | 48         | 4          |                 | 2               | 0               |                    | -                  | -                  |             | -           | -           | 0      | 0      |        |

## Palmarès

### Club

#### Competizioni nazionali
- 3. Liga: 1

Magdeburgo: 2021-2022
- Campionato tedesco di seconda divisione: 1

Friburgo: 2015-2016